# Pachytriton xanthospilos
Espèce
Pachytriton xanthospilos est une espèce d'urodèles de la famille des Salamandridae. 

## Répartition
Cette espèce est endémique de République populaire de Chine. Elle se rencontre dans les monts Mang dans le sud du Hunan et le Nord du Guangdong et dans les monts Gupo au Guangxi.

## Description
La femelle holotype mesure 82,6 mm de longueur standard et 157,0 mm de longueur totale.

## Taxinomie
Pachytriton xanthospilos a été relevée de sa synonymie avec Pachytriton changi par Wu et Murphy en 2015 ou elle avait été placée par Nishikawa, Matsui, Wang, Yoshikawa et Jiang en 2013.

## Publication originale
- Wu, Wang & Hanken, 2012 : New species of Pachytriton (Caudata: Salamandridae) from the Nanling Mountain Range, southeastern China. Zootaxa, no 3388, p. 1-16.